# Großer Plöner See-Gebiet
Großer Plöner See-Gebiet este o arie protejată (arie de protecție specială avifaunistică — SPA) din Germania întinsă pe o suprafață de 4.539 ha, integral pe uscat.

## Localizare
Centrul sitului Großer Plöner See-Gebiet este situat la coordonatele 54°07′56″N 10°24′03″E / 54.1322°N 10.4008°E.

## Înființare
Situl Großer Plöner See-Gebiet a fost declarat arie de protecție specială avifaunistică în septembrie 2004 pentru a proteja 18 specii de animale.

## Biodiversitate
Situată în ecoregiunea continentală, aria protejată nu include niciun habitat protejat.
La baza desemnării sitului se află mai multe specii protejate de  păsări (18): lăcar mare (Acrocephalus arundinaceus), pescăruș albastru (Alcedo atthis), Anas strepera strepera, rața moțată (Aythya fuligula), Branta leucopsis, buha (Bubo bubo), erete de stuf (Circus aeruginosus), ciocănitoarea de stejar (Dendrocopos medius), ciocănitoare neagră (Dryocopus martius), muscar (Ficedula parva), codalb (Haliaeetus albicilla), sfrâncioc roșiatic (Lanius collurio), pescăruș-cu-cap-negru (Larus melanocephalus), viespar (Pernis apivorus), Podiceps cristatus cristatus, mărăcinar (Saxicola rubetra), chiră de baltă (Sterna hirundo), nagâț (Vanellus vanellus).